# Lauren Wells
Lauren Wells (ur. 30 stycznia 1983 r. w Toronto) – kanadyjska wioślarka.

## Osiągnięcia
- Mistrzostwa Świata – Poznań 2009 – czwórka podwójna wagi lekkiej – 4. miejsce[1].